# Amanda Bynesová
Amanda Laura Bynesová, nepřechýleně Amanda Laura Bynes (* 3. dubna 1986 Thousand Oaks, Kalifornie), je americká herečka. Získala několik ocenění, včetně sedminásobného vítězství v Kids' Choice Awards a Critics' Choice Award.
Bynesová začala svou kariéru jako dětská herečka, když pracovala na komediálním seriálu All That (1996–2000). Průlom v její kariéře však způsobila The Amanda Show (1999–2002), za kterou získala několik ocenění. Později hrála roli Holly Tyler v sitcomu Co mám na tobě ráda (2002–2006) a debutovala v celovečerním filmu Velký tlustý lhář (2002) v roli Kaylee. Bynes se poté objevila v řadě úspěšných filmů jako například Co ta holka chce (2003) a Roboti (2005). Získala chválu za role ve filmech Super náhradník (2006), Hairspray (2007) a Panna nebo orel (2010).
Ve svém osobním životě bojovala Bynesová s užíváním návykových látek a čelila právním problémům. V roce 2010 oznámila pauzu od hraní na neurčitou dobu, neboť se potýkala s různými osobními problémy. O osm let později, v roce 2018, Bynesová projevila zájem o návrat k herectví.

## Život
Amanda Laura Bynesová se narodila v Thousand Oaks v Kalifornii 3. dubna 1986. Je nejmladší ze tří dětí, které se narodily Lynn (rozené Organové), zubní asistentce a vedoucí kanceláře, a Ricku Bynesovi, zubaři. Její otec je katolík a je irského, litevského a polského původu. Její matka je židovka a narodila se kanadskému páru, jehož rodiny pocházejí z Polska, Ruska a Rumunska.

## Kariéra

### 1993–2005: Dětské herectví a průlom
Bynesová začal profesionálně hrát ve věku 7 let a objevila se v televizní reklamě na bonbóny Buncha Crunch. Během svého dětství se také objevila na jevišti ve inscenacích Annie, The Secret Garden, The Music Man a The Sound of Music. Později navštěvovala komediální tábor v Laugh Factory v Los Angeles a tam si jí všiml producent televizního kanálu Nickelodeon, díky tomu ji obsadili do komediálního seriálu All That, kde hrála různé role od roku 1996 do roku 2000. Tento seriál přinesl Bynesové hodně uznání a v roce 2000 získala cenu Kids' Choice Award. Bynesová hrála také v seriálu Figure It Out v letech 1997 až 1999.
Ve věku 13 let Bynesová hrála v komediálním seriálu The Amanda Show od roku 1999 do roku 2002. Za účinkování v tomto pořadu si vysloužila velkou chválu a uznání a získala čtyři ceny Kids' Choice Awards a dvě nominace na cenu Young Artist Awards.
V roce 2002 debutovala Bynesová v celovečerním filmu Velký tlustý lhář, kde hrála Kaylee, nejlepší přítelkyni Frankie Munizové. Ačkoli film obdržel smíšenou kritiku, byl komerčně úspěšný a Bynesová za svůj výkon získala cenu Kids' Choice Award. Také v roce 2002 získala hlavní roli v sitcomu Co mám na tobě ráda, kde hrála v letech 2002 až 2006. Zahrála si zde spolu s Jennie Garthovou. Sitcom získal pozitivní kritiku a Bynesová obdržela řadu nominací na Teen Choice Awards a Young Artist Awards. V červenci 2003 se Bynesová objevila na obálce Vanity Fair. Dabovala také postavu Nellie ve filmu Šarlotina pavučinka: Velké dobrodružství Wilbura, který však nezískal příliš kladných recenzí. Mimo jiné nadabovala i roli Piper Penwheelerové v animovaném filmu Roboti z roku 2005. Také si v roce 2005 zahrála v romantické komedii Ztroskotaná láska.

## Filmografie
| Rok  | Titul                                            | Role                       | Poznámky |
| ---- | ------------------------------------------------ | -------------------------- | -------- |
| 2002 | Velký tlustý lhář                                | Kaylee                     |          |
| 2003 | Šarlotina pavučinka: Velké dobrodružství Wilbura | Nellie (hlas)              |          |
| 2003 | Co ta holka chce                                 | Daphne Reynoldsová         |          |
| 2005 | Roboti                                           | Piper Pinwheelerová (hlas) |          |
| 2005 | Ztroskotaná láska                                | Jenny Taylorová            |          |
| 2006 | Super náhradník                                  | Viola Hastingsová          |          |
| 2007 | Hairspray                                        | Penny Pingletonová         |          |
| 2007 | Královna ročníku                                 | Sydney Whiteová            |          |
| 2010 | Panna nebo orel                                  | Marianne Bryantová         |          |

### Televize
| Rok       | Titul               | Role               | Poznámky                                                         |
| --------- | ------------------- | ------------------ | ---------------------------------------------------------------- |
| 1996–2000 | All That            | Různé role         | Hlavní postava (3.-6- řada)                                      |
| 1997–1999 | Figure It Out       | Účastnice diskuze  | 1.-4. řada                                                       |
| 1998      | Blue's Clues        | Sama sebe          | Epizoda: "Blue's Birthday"                                       |
| 1999      | Arli$$              | Crystal Dupreeová  | Epizoda: "Our Past, Our Present, Our Future"                     |
| 1999–2002 | The Amanda Show     | Různé role         | Hlavní postava                                                   |
| 2000      | Crashbox            | Růžový robot       | Epizoda: "Amanda Bynes"                                          |
| 2000      | Double Dare 2000    | Sama sebe          | 2 epizody; soutěžící                                             |
| 2001      | The Drew Carey Show | Přehrávač skic     | Epizoda: "Drew Carey's Back-to-School Rock 'n' Roll Comedy Hour" |
| 2001      | Noční můry          | Danielle Warnerová | Epizoda: "Don't Forget Me"                                       |
| 2001–2002 | Rugrats             | Taffy (hlas)       | Opakující se role (9. řada)                                      |
| 2002–2006 | Co mám na tobě ráda | Holly Tylerová     | Hlavní postava                                                   |
| 2008      | Griffinovi          | Anna (hlas)        | Epizoda: "Long John Peter"                                       |
| 2008      | Živoucí důkaz       | Jamie              | Televizní film                                                   |